# Goniothalamus dolichopetalus
Goniothalamus dolichopetalus är en kirimojaväxtart som beskrevs av Elmer Drew Merrill. Goniothalamus dolichopetalus ingår i släktet Goniothalamus och familjen kirimojaväxter. Utöver nominatformen finns också underarten G. d. basilensis.